# Riccardo Muti
Riccardo Muti (Nápoles, 28 de julho de 1941) é um maestro italiano. Diretor musical designado da Orquestra Sinfônica de Chicago.

## Biografia
Muti nasceu em Nápoles, Itália, onde seu pai era médico e cantor amador e sua mãe era cantora profissional. Muti estudou piano em Nápoles no Conservatório de São Pedro com Vincenzo Vitale. Recebeu o diploma em Composição e Condução pelo Conservatório de Milão de Milão, onde estudou com o compositor Bruno Bettinelli e o maestro Antonino Votto. Também estudou composição com Nino Rota, que ele considerou seu mentor. Em 1967 ele ganha, em primeiro lugar, o prêmio Guido Cantelli, uma competição para jovens maestros. De 1968 até 1980 Muti foi o maestro musical e principal do Maggio Musicale Fiorentino. Durante esse período, podemos destacar grandes interpretações como Nabucco e Otello de Verdi e Guillaume Tell de Rossini.
Desde 1971, quando fez sua estreia com Don Pasquale de Gaetano Donizetti, a convite do renomado Herbert von Karajan, ele conduz frequentemente as óperas e concertos do Festival de Salzburgo, onde ele é conhecido, particularmente, pelas performances das óperas de Wolfgang Amadeus Mozart, como Don Giovanni e A Flauta Mágica. Desde 1972, Muti conduz regularmente a Orquestra Philharmonia, de Londres. Em 1974 ele foi apontado como Maestro Residente para suceder Otto Klemperer, na orquestra. Com essa orquestra ele efetuou diversas gravações de óperas italianas, como Aida e Macbeth de Verdi, com Montserrat Caballé e Plácido Domingo (que hoje é um dos álbuns de música clássica mais vendidos). E também obras completas de Schumann e Tchaikovsky, entre outros grandes compositores.
Em 1987, Muti foi apontado como maestro Residente da Orquestra Filarmônica do La Scala, com a qual, em 1988, recebeu o Viotti d'Oro pela sua turnê na Itália e na Europa. Muti tem sido o maestro regular da Filarmônica de Berlim e da Filarmônica de Viena. Em 1996, Muti conduziu o Festival Semanal Vienense, com uma turnê pelo Japão, Coreias, Hong Kong, Alemanha e conduziu o Concerto de Ano Novo da Filarmônica de Viena em 1993, 1997, 2000 e 2004. Em setembro de 2008 voltou a ser convidado a conduzir da Filarmônica de Viena em uma longa turnê pelo Japão.
Muti conduziu inúmeras performances operísticas fora do Teatro alla Scala, com a Orquestra da Filadélfia, como as produções em Munique, na Ópera Estatal de Viena (começando com Aida de Giuseppe Verdi, em 1973, seguida de La forza del destino em 1974, Rigoletto em 1983, Così fan tutte em 1994, Don Giovanni em 1999 e Le nozze di Figaro em 2001), em Londres e no Festival de Ravenna.
De 2007 até 2011, Muti foi o Maestro Residente do Festival Pentecostal de Salzburgo. Ele conduziu performances raras de óperas italianas do século XVIII e concertos com a Orquestra Jovem Luigi Querubim.
Nos Estados Unidos, de 1980 a 1992, Muti foi o Diretor Musical da Orquestra da Filadélfia, com quem conduziu inúmeras turnês mundiais. Em 1979, ele foi apontado como diretor musical e em 1992, Maestro Laureado. Quando assumiu, Muti prometeu seguir o compositor. Isso significou no fim do exuberante "Som da Filadélfia", criado por Eugene Ormandy e Leopold Stokowski. Em 1991, após doze anos a frente da orquestra, ele anunciou sua retirada, saindo oficialmente no fim da temporada 1991/2. No mesmo ano, dirigiu seu primeiro filme: Tosca, obra do compositor italiano Giacomo Puccini. Sua mais recente aparição com a orquestra foi em 2005.
Em 2001 ele recebeu o Prêmio Internacional Medalha de Ouro do Mérito da Cultura Católica pela Escola de Cultura Católica. O ano 2001 foi o ano de Verdi, onde ele apresentou em Milão as obras Il Trovatore, Rigoletto, La Traviata, Un Ballo in Maschera, Macbeth e finalmente Otello. Em 2001 também, ele conduz a obra Requiem, também de Verdi, com o Coro do La Scala na Basílica de São Marco em Milão, para lembrar o centenário da morte do compositor.
Muti é um maestro convidado e popular na Filarmônica de Nova Iorque. Os músicos da orquestra demonstraram interesse em tê-lo como o próximo diretor musical, com o fim dos contratos de Kurt Masur e Lorin Maazel, mas Muti preferiu não assumir o cargo. Em 5 de maio de 2008, ele foi nomeado o novo Diretor Musical da Orquestra Sinfônica de Chicago, efetivado na temporada 2010/11, com um contrato inicial de 5 anos. Muti tem um contrato de 10 semanas por temporada, com a orquestra e de realizar turnês domésticas e internacionais. Ele fez sua estreia no Festival de Ravínia em 1973. Em agosto de 2009 foi nomeado o Diretor Musical do Teatro da Ópera de Roma, efetivado em dezembro de 2010. Em 21 de junho de 2010, ele conduziu um concerto celebrando o 80º aniversário de Carlos Kleiber, com a Filarmônica de Viena.
Muti é casado com Cristina Mazzavillani, a fundadora e diretora do Festival de Ravena. Eles tem três filhos, dois meninos e uma menina.

## Controvérsias no La Scala
Em 2003, foram anunciados problemas artísticos e de programa entre o diretor musical e maestro residente, Riccardo Muti e o diretor, Carlo Fontana. Muti não compareceu à conferência de imprensa que anunciou a temporada 2003 do teatro. O apontamento de Mauro Meli como novo diretor artístico foi feito em 2003 com a intenção de acalmar o conflito entre Fontana e Muti.
Em 24 de fevereiro de 2005, os executivos do La Scala demitiram Fontana e nomearam Meli como seu sucessor. Em 16 de março de 2005, a orquestra votou contra Muti. Ele foi forçado a cancelar um concerto e algumas das produções da companhia foram interrompidas. Em 2 de abril, ele se demitiu do La Scala, alegando hostilidade dos membros da equipe.

## Repertório e gravações
Com a Orquestra da Filadélfia, suas gravações incluem o primeiro ciclo de sinfonias de Ludwig van Beethoven feito para um disco compacto, as sinfonias de Johannes Brahms e Alexander Scriabin, e trabalhos selecionados de Pyotr Ilyich Tchaikovsky e Sergei Prokofiev, e trabalhos não tão conhecidos de Giacomo Puccini e Ferruccio Busoni.
Muti é considerado um dos melhores maestros para conduzir as óperas de Giuseppe Verdi. Ele também conduz séries anuais de performances de óperas de Verdi, Giacomo Puccini, Wolfgang Amadeus Mozart e Richard Wagner. Em 1992, Muti conduziu performances de Pagliacci de Ruggero Leoncavallo, com Luciano Pavarotti. Foram feitas gravações dessas performances.
No La Scala, Muti foi notável ao explorar trabalhos não conhecidos da era Clássica e Romântica, como performances de Lodoiska de Luigi Cherubini e La Vestale de Gaspare Spontini.

## Honras
- Prémio Birgit Nilsson, em 2011.
- Muti é Doutor honoris causa da Universidade de Barcelone, em outubro de 2003.
- Muti foi feito Comandante da Ordem do Império Britânico, em 2000.
- Muti é um Membro Honorário da Academia Real de Música, desde 1981.
- Muti pertence a Ordem dos Cavaleiros Italianos.